# BGL-400
BGL-400 – francuska bomba kierowana naprowadzana na cel podświetlony laserem opracowana w latach 80. Jako część bojową wykorzystano bombę burzącą typu 400C. Armée de l’air zamówiły ok. 500 sztuk bomb BGL-400. Są one przenoszone przez samoloty SEPECAT Jaguar i Mirage 2000D. Do podświetlania celów służy zasobnik ATLIS II. 